# ۹۸۱ (میلادی)
۹۸۱ (میلادی) نهصد و هشتاد و یکمین سال تقویم میلادی است.

## زادگان
- تئودورای مقدونی، امپراتریس بیزانس (تاریخ احتمالی) (م. ۱۰۵۶)

## درگذشتگان
‎